# علي باشا السلحدار
الداماد علي باشا السلحدار (بالتركية الحديثة: Silahdar Damat Ali Paşa) ـ (1667 ـ 5 أغسطس 1716) هو قائد عسكري وصدر أعظم عثماني. شغل منصب الصدر الأعظم في عهد السلطان أحمد الثالث، في الفترة من 27 أبريل 1713 إلى مصرعه في 5 أغسطس 1716.
استشهد علي باشا السلحدار ه أثناء قيادته للجيش العثماني في معركة بتروفارادين في 5 أغسطس 1716، ودُفن في بلغراد، ولُقب عقب مصرعه بعلي باشا الشهيد (بالتركية: Şehit Ali Paşa).